# Palame
Palame es un género de escarabajos longicornios de la tribu Acanthocinini.

## Especies
- Palame aeruginosa Monné, 1985
- Palame anceps (Bates, 1864)
- Palame crassimana Bates, 1864
- Palame mimetica Monné, 1985
- Palame vitticolle (Bates, 1864)